# منتخب فيتنام تحت 22 سنة لكرة القدم للرجال
منتخب فيتنام تحت 22 سنة للرجال لكرة القدم (بالفيتنامية: Đội tuyển bóng đá U-22 quốc gia Việt Nam)‏ هو ممثل فيتنام الرسمي في المنافسات الدولية في كرة القدم في فئة كرة قدم تحت 22 سنة للرجال، يديريه اتحاد فيتنام لكرة القدم.

## وصلات خارجية
- الموقع الرسمي